# Cois Pelckmans
Çois (François) Pelckmans is een personage uit de Vlaamse soapserie Thuis. Hij werd gespeeld door Steph Goossens van 1997 tot 2010, toen het personage uit de serie verdween.

## Familie en relatie
Over zijn familie is niet veel bekend. Voor zover bekend heeft hij geen broers of zussen, zijn vader en moeder komen niet in beeld. Hij was vroeger getrouwd met Josiane waar hij onder de sloef lag. Hij ontmoette vele jaren later Angèle Backx, de zus van Simonne. Ze worden een koppel maar Angèle profiteert alleen maar van zijn geld en goede wil. Wanneer Çois Frank blijft steunen bij de beschuldigen van diefstal enz. komt het tot een breuk. Later ontmoet hij in de Fit & Fun Daisy. Het klikt meteen en hij neemt samen met haar deel aan verschillende danswedstrijden. Maar Daisy wijst hem af.
Çois is diep teleurgesteld. Later ontmoet hij Julia. Ze beginnen een relatie en algauw maakt hij kennis met haar dochters Katrien en Paulien. Hij bouwt ook met hen een nauwe band op. Wanneer Çois Julia ten huwelijk vraagt, wijst ze het af. Later trouwen ze toch. Na een jaar breekt Çois met Julia en zijn Çois en Angèle weer samen. Uit latere verhaallijnen blijkt dat Angèle en Çois niet langer een koppel vormen.

## Biografie
Hij ging aan de slag bij Sanitair-Vercammen als loodgieter en bouwde daar een vriendschap op met zijn tot nog toe beste vriend Frank Bomans. Later startten Frank en Simonne Sanitechniek op en ook daar kan hij als loodgieter aan de slag. Wanneer deze failliet gaat, kan hij aan de slag bij Marie Design, samen met Mo Fawzi, Waldek Kozinsky en later ook Frank Bomans. Ondanks alles blijft Çois Frank steunen tot hij een klop krijgt. Na het faillissement van Marie Design kan hij aan de slag bij het nieuwe Sanitechniek van Mo. Tot hij terug optrekt met Frank. Hij laat Mo vallen en gaat aan de slag bij Taxi Ter Smissen, waar hij van 2008 tot 2010 chauffeur was.

## Vertrek
Op oudejaarsavond 2010 krijgt Çois een onrustwekkend telefoontje van zijn moeder in Benidorm. Hij moet halsoverkop vertrekken en laat Julia, Paulien en Katrien achter in België. Çois start een relatie met zijn oude liefde Angèle, hij blijft in Spanje wonen. In mei 2011 vraagt Çois de scheiding met Julia aan. Jaren later keert Angèle echter alleen terug naar België. Ze vertelde in het ziekenhuis dat hij waarschijnlijk een nieuwe liefde ontmoet heeft in Spanje. Later, in aflevering 4191, raakt bekend dat hij in Spanje is omgekomen. Nog later, in de aflevering van 1 september 2017, vertelt Julia dat zij Çois eigenhandig vermoord zou hebben omdat hij haar destijds gekwetst heeft. In de aflevering van 8 september wordt duidelijk dat Julia inderdaad Çois zou hebben vermoord: zijn naam staat in haar boekje met mensen met wie ze wil afrekenen.